# Technomyrmex elatior
Technomyrmex elatior é uma espécie de formiga do gênero Technomyrmex.